# Cymbilaimus sanctaemariae
El batará de Madre de Dios o batará de bambú (en Perú) (Cymbilaimus sanctaemariae), es una especie de ave paseriforme, una de las dos pertenecientes al género Cymbilaimus de la familia Thamnophilidae. Es nativa del suroeste de la Amazonia en América del Sur

## Distribución y hábitat
Se distribuye localmente en el sureste de Perú (Cuzco y Madre de Dios), suroeste de la Amazonia en Brasil (Acre y Rondônia) y noroeste de Bolivia (Pando y norte de La Paz).
Es poco común y local en enmarañados de bambuzales Guadua en bordes de selvas húmedas subtropicales o tropicales, hasta los 1400 m de altitud.